# زورابی ایاکوبیشویلی
زورابی ایاکوبیشویلی (به گرجی: ზურაბ იაკობიშვილი،  متولد ۴ فوریهٔ ۱۹۹۲) کشتی‌گیر آزادکار تیم ملی گرجستان است.
از افتخارات وی می‌توان به کسب مدال طلا وزن ۶۵ کیلوگرم در مسابقات قهرمانی کشتی جهان ۲۰۱۷ و سه مدال برنز مسابقات قهرمانی کشتی جهان ۲۰۱۸، مسابقات قهرمانی کشتی جهان ۲۰۲۱ ،مسابقات قهرمانی کشتی جهان ۲۰۲۲ اشاره کرد.

## فعالیت حرفه‌ای

### المپیک ۲۰۱۶ ریو
ایاکوبیشویلی در سال ۲۰۱۶ میلادی در المپیک ریو در وزن ۶۵ کیلوگرم کشتی آزاد حاضر بود که در دور اول دنیل آماس از نیجریه را شکست داد اما در دور بعد از فرانک چامیزو کشتی‌گیر ایتالیایی شکست خورد و با توجه به باخت کشتی‌گیر ایتالیایی، از دور رقابت‌ها کنار رفت.

### مسابقات قهرمانی کشتی جهان ۲۰۱۷
ایاکوبیشویلی در وزن ۶۵ کیلوگرم کشتی آزاد مسابقات قهرمانی کشتی جهان ۲۰۱۷ پاریس حاضر بود که بجرانگ کومار کشتی‌گیر هندی، مصطفی کایا کشتی‌گیر ترکی و آلن گوگایف کشتی‌گیر روسی را شکست داد و به فینال رسید. وی در فینال ماگومدمراد گادژیف کشتی‌گیر لهستان را شکست داد و مدال طلا وزن ۶۵ کیلوگرم را به‌دست‌آورد.

### مسابقات قهرمانی کشتی جهان ۲۰۱۸
ایاکوبیشویلی در وزن ۷۰ کیلوگرم کشتی آزاد مسابقات قهرمانی کشتی جهان ۲۰۱۸ بوداپست حاضر بود که در مسابقه‌های اول و دوم تیموراز سالکازانوف از اسلواکی و اختیار نوروزف از ازبکستان را شکست داد اما در نیمه نهایی به ماگومدرسول گازیماگومیدوف از روسیه باخت و به دیدار رده‌بندی رفت. وی در دیدار رده‌بندی بات-اردنین بیامبادورج از مغولستان را شکست داد و مدال برنز وزن ۷۰ کیلوگرم را به‌دست‌آورد.

### قهرمانی کشتی جهان ۲۰۲۱
ایاکوبیشویلی در وزن ۷۰ کیلوگرم کشتی آزاد قهرمانی کشتی جهان ۲۰۲۱ اسلو شرکت کرد، او در مسابقه اول و دوم سوشیل از هند و مصطفی کایا از ترکیه را مغلوب کرد اما در مسابقه بعد به ماگومدمراد گادژیف از لهستان باخت و با توجه به حضور این کشتی‌گیر در فینال، به دیدار شانس مجدد رفت. او در مرحله شانس مجدد نیکلای کوجوکارو از انگلیس را شکست داد و به دیدار رده‌بندی رسید. وی در این دیدار توران بایراموف از آذربایجان را شکست داد و مدال برنز را به‌دست‌آورد.

### قهرمانی کشتی جهان ۲۰۲۲
آکماتالیف در وزن ۷۰ کیلوگرم کشتی آزاد قهرمانی کشتی جهان ۲۰۲۲ بلگراد شرکت کرد، او در مسابقه‌های اول و دوم تمولن انختویا از مغولستان و سروت کوسکان از ترکیه را شکست داد اما در نیمه نهایی به زاین رترفورد از آمریکا باخت و به دیدار رده‌بندی رفت. وی در دیدار رده‌بندی آرمان آندرئاسیان از ارمنستان را شکست داد و مدال برنز را به‌دست‌آورد.